# HMS Turbulent (N98)
| «Турбулент» (N98)                                                                    | «Турбулент» (N98) | «Турбулент» (N98) |
| ------------------------------------------------------------------------------------ | --- | --- |
| HMS Turbulent (N98)                                                                  | | |
|                                                                                      | | |
| Британський підводний човен «Турбулент» на якірній стоянці                           | | |
| Верф                                                                                 | Vickers-Armstrongs, Барроу-ін-Фернесс                                                                                                | Vickers-Armstrongs, Барроу-ін-Фернесс                                                                                                |
| Під прапором                                                                         | Велика Британія | Велика Британія |
| Належність                                                                           | Військово-морські сили Великої Британії                                                                                              | Військово-морські сили Великої Британії                                                                                              |
| Порт приписки                                                                        | Гібралтар, Александрія, Мальта | Гібралтар, Александрія, Мальта |
| Замовлення                                                                           | 4 вересня 1939 | 4 вересня 1939 |
| Закладений                                                                           | 15 березня 1940 | 15 березня 1940 |
| Спуск на воду                                                                        | 12 травня 1941 | 12 травня 1941 |
| Введений до складу флоту                                                             | 2 грудня 1941 | 2 грудня 1941 |
| На службі                                                                            | 1941–1943 | 1941–1943 |
| Загибель                                                                             | 12 березня 1943 року ймовірно знищений італійським тральщиком Teti II або підірвався на італійських мінах неподалік від Ла-Маддалени | 12 березня 1943 року ймовірно знищений італійським тральщиком Teti II або підірвався на італійських мінах неподалік від Ла-Маддалени |
| Сучасний статус                                                                      | зниклий безвісти | зниклий безвісти |
| Бойовий досвід                                                                       | Друга світова війна Середземномор'я                                                                                                  | Друга світова війна Середземномор'я                                                                                                  |
| Проєкт                                                                               | | |
| Тип ПЧ                                                                               | великий дизель-електричний підводний човен                                                                                           | великий дизель-електричний підводний човен                                                                                           |
| Основні характеристики                                                               | | |
| Швидкість (надводна)                                                                 | 15,25 вузлів (28,7 км/год) | 15,25 вузлів (28,7 км/год) |
| Швидкість (підводна)                                                                 | 9 вузлів (20 км/год) | 9 вузлів (20 км/год) |
| Гранична глибина занурення                                                           | 91 м | 91 м |
| Дальність плавання                                                                   | 11 000 миль (20 000 км) на швидкості 10 вузлів (надводна) 70 миль (130 км) на швидкості 4 вузли (підводна)                           | 11 000 миль (20 000 км) на швидкості 10 вузлів (надводна) 70 миль (130 км) на швидкості 4 вузли (підводна)                           |
| Екіпаж                                                                               | 61 офіцер та матрос | 61 офіцер та матрос |
| Розміри                                                                              | | |
| Довжина найбільша (по КВЛ)                                                           | 84 м | 84 м |
| Ширина корпусу найб.                                                                 | 8,08 м | 8,08 м |
| Середня осадка (по КВЛ)                                                              | 4,45 м | 4,45 м |
| Водотоннажність надводна                                                             | 1 090 тонн | 1 090 тонн |
| Силова установка                                                                     | | |
| Дизель-електрична: 2 × дизельних двигуни Admiralty 2 × електродвигуни Laurence Scott | | |
| Гвинти                                                                               | 2 | 2 |
| Потужність                                                                           | 2 500 к. с. (дизельні двигуни) 1 450 к. с. (електродвигун)                                                                           | 2 500 к. с. (дизельні двигуни) 1 450 к. с. (електродвигун)                                                                           |
| Озброєння                                                                            | | |
| Артилерія                                                                            | 1 × 102-мм гармата QF 4 inch Mk XII                                                                                                  | 1 × 102-мм гармата QF 4 inch Mk XII                                                                                                  |
| Торпедно- мінне озброєння                                                            | 10 × 533-мм торпедних апаратів 16 торпед                                                                                             | 10 × 533-мм торпедних апаратів 16 торпед                                                                                             |
| ППО                                                                                  | 3 × зенітні кулемети | 3 × зенітні кулемети |

«Турбулент» (N98) (англ. HMS Turbulent (N98) — військовий корабель, підводний човен 2-ї серії типу «T» Королівського військово-морського флоту Великої Британії часів Другої світової війни.
Підводний човен брав активну участь у бойових діях Другої світової війни. «Турбулент» здійснив 12 бойових походів, бився в Середземному морі і став одним з найрезультативніших британських підводних човнів у війні. Він потопив ворожих суден та кораблів сумарною водотоннажністю понад 90 тисяч тонн. Ворожі сили, які полювали на нього, більше 250 разів піддавали човен атаці глибинними бомбами.

## Історія створення
Підводний човен «Турбулент» був закладений 15 березня 1940 року на верфі компанії Vickers-Armstrongs у Барроу-ін-Фернессі. 12 травня 1941 року він був спущений на воду, а 2 грудня 1941 року увійшов до складу Королівських ВМС Великої Британії.

## Історія служби
Після введення до строю «Турбулент» більшу частину своєї кар'єри провів на службі в Середземному морі. За цей час човен потопив судна і кораблі:
- 6 грецьких вітрильних суден: Prodromos, Aghios Apostolos, Aghios Yonizov, Evangelista, Aghios Dyonysios і Aghia Traio
- 9 італійських торговельних суден: Rosa M., Delia, Bolsena, Capo Arma, Regulus, Marte, Vittoria Beraldo, Pozzuoli і San Vincenzo
- Італійські вітрильники Franco, San Giusto, Gesù Giuseppe e Maria та Pier Delle Vigne
- Італійський есмінець типу «Навігаторі» «Емануеле Пессаньо»
- Постраждалий есмінець «Страле» типу «Дардо», який сів на мілину поблизу мису Бон 1 червня 1942 року і був остаточно знищений «Турбулентом»
- Німецький корабель «Кріта»
- Німецьку допоміжну плавучу базу підводних човнів Bengasi
- Італійський танкер Utilitas

Також «Турбулент» пошкодив італійський танкер Pozarica та італійське вантажне судно Nino Bixio, яке перевозило понад 3000 військовополонених союзників, з яких 336 загинули в результаті вибуху або потонули.
Також підводний човен здійснив невдалі атаки на такі кораблі:
- Невпізнаний підводний човен біля Фіуме
- Італійські торговельні судна Anna Maria Gualdi і Sestriere
- Німецький підводний човен U-81 у двох атаках
- Німецьке транспортне судно Ankara
- Італійський озброєний торговельний крейсер Ramb III, який був пошкоджений «Турбулентом» у гавані Бенгазі
- Мале італійське пасажирсько-вантажне судно Principessa Mafalda

23 лютого 1943 року «Турбулент» відплив з Алжиру в 12-й бойовий похід для патрулювання в Тірренському морі. Вважається, що 1 березня він торпедував і потопив пароплав San Vincenzo. 3 березня він обстріляв і потопив італійські моторні вітрильники Gesù Giuseppe e Maria і Pier Delle Vigne. 12 березня італійський протичовновий траулер Teti II побачив перископ і бойову рубку підводного човна і атакував. Хоча успіх атаки не мав однозначного результату, саме після цієї атаки «Турбулент» не виходив в ефір та не повернувся 23 березня на базу, як це очікувалося. Отже, довгий час вважалося, що «Турбулент» став жертвою атаки Teti II або підірвався на міні біля Маддалени. Однак новіші дослідження показують, що атака італійців 12 березня 1943 року сталася проти французького підводного човна «Касаб'янка» (який вижив) і що «Турбулент» міг бути потоплений 6 березня 1943 року глибинними бомбами, скинутими італійським міноносцем «Ардіто» біля Пунта Лікози, на південь від Неаполя.